# Julius Pokorny
Julius Pokorny (12. června 1887 Praha – 8. dubna 1970 Curych) byl česko-německý jazykovědec, zaměřující se na keltské jazyky. Ve svém oboru byl evropským odborníkem. Byl německým nacionalistou a propagátorem irských nacionalistických snah. Jeho stěžejním dílem je Indogermánský etymologický slovník.

## Život
Narodil se jako prvorozený syn Aron Julius do židovské rodiny hostinského a sladovníka Antonína Pokorného (nar. 1858 v Odlochovicích) a jeho první manželky Rosalie (1862-1904) na pražském předměstí; také všichni jeho prarodiče však byli židé. Z písemných pramenů není jasné, zda a kdy konvertoval na katolickou víru. Vystudoval jazykovědu na Vídeňské univerzitě, kde poté i přednášel. Od roku 1920 působil na Humboldtově univerzitě v Berlíně. Pro svůj židovský původ byl v roce 1935 na základě Norimberských zákonů donucen z Humboldtovy univerzity odejít. V roce 1943 se mu podařilo uprchnout do Švýcarska. Poté přednášel na Bernské univerzitě a Curyšské univerzitě. V roce 1959 odešel do důchodu. V roce 1970 zemřel na následky zranění, které utrpěl při srážce s tramvají nedaleko svého curyšského bydliště.